# Јовица Петковић
Јовица Петковић (Смедерево, 1. септембар 1927 — Беч, 14. септембар 2015) био је српски и југословенски хармоникаш и композитор многобројних кола и севдалинки.

## Биографија
Највећи дио каријере провео је у Сарајеву, где су му главни дио опуса биле севдалинке. Иако Смедеревац по рођењу, имао је пуну свест о томе да севдалинка није само пука чињеница једног народа, него и начин живота - тамо где се простиру бескрајна поља од бехара под окриљем меланхолије, али и особен тријумф емоција и страсти до бунта и пркоса, уз трептај душе над звезданом тишином касабе.
Први је хармоникаш који је одсвирао форшпил на хармоници као и импровизацију, која је често певаче бацала у засенак. Прву импровизацију одсвирао је за потребу песме Наздравите другови у извођењу певача Хашима Кучука Хокија. Први је хармоникаш који је беспрекорно владао на инструменту како десном, тако и левом руком. Хармонику је учио да свира код Драге Кеца. Срели су се у Смедеревској кафани Код Воје Петковића за време гостовања овог, такође, чувеног хармоникаша.
Из родног Смедерева, пут га је одвео у Београд, а потом у Сарајево где је постао шеф Народног оркестра РТВ Сарајева, којим је управљао више од тридесет година и пратио великане народне музике као што су: Нада Мамула, Сафет Исовић, Заим Имамовић, Беба Селимовић, Аземина Грбић, Зора Дубљевић, Зехра Деовић, Слободан Лалић...
Многе његове севдалинке данас се сматрају изворним (народним-традиционалним), од којих су најпознатије: Са Игмана погледат' је лијепо, Да сам птица, Када моја младост прође, Дани дуги, сваки ко година...
Бриљантном техником, познавањем духа народне мелодије и смислом да народној песми дода њен изворни колорит много је учинио на афирмацији народног мелоса како у земљи, тако и у иностранству. 80-их година преселио је у Беч, где је имао своју школу и радио на Политехничкој академији.
Град Смедерево је и за живота желео да се достојно одужи уметнику који је с поносом проносио име родног града, па су на смедеревској тврђави организовали концерт Смедерево, граде од старина њему у част, а 2009. године град му додељује највеће признање Светосавску повељу, која му је уручена у Дому за старе у Бечу.
Мало је познато да је био одличан боксер и првак у велтер категорији. Тек касније је почео да свира и да се развија у изванредног хармоникаша и композитора. 2007. године доживео је мождани удар од којег се дуго опорављао у Дому за старе у Бечу, где је и умро 14. септембра 2015. године. 
Сахрањен је на Старом гробљу, у родном Смедереву 24. септембра 2015. године, уз звуке његове песме Смедерево, граде од старина.

## Стваралаштво
- Нада Мамула: Смедерево, граде од старина, Босно, земљо моја мила, Са Игмана погледат' је лијепо,
- Сафет Исовић: Шехер граде, Бања Луко мила, Када моја младост прође, Разбоље се срце моје, Мој зумбуле бриго моја
- Зехра Деовић: Да сам птица
- Силвана Арменулић: Кад ја пођем низ сокак
- Беба Селимовић: Дани дуги, Тихо теци водо Мошћанице, Јорговане, цвијеће плаво
- Мехо Пузић: У прољеће кад вјетрић запири
- Аземина Грбић: Нека моја душа вене, Романијо, горо јеловита, Јајце граде
- Вида Павловић: Врати се драги
- Мухамед Мујкановић: Мита стари
- Слободан Лалић: Опанчићи плетени, Пјевај данас само за нас, Сабах зора

## Фестивали
- 1972. Илиџа - Трикићево коло (са Бором Дугићем)
- 1973. Илиџа - Биљанино коло (са Бором Дугићем), друга награда
- 1975. Илиџа - Рељевка коло
- извор сајт Discogs